# Altloch
Altloch ist eine Wüstung auf dem Gemeindegebiet von Groß-Gerau im südhessischen Kreis Groß-Gerau.
Der Ort zwei Kilometer südwestlich von Groß-Gerau wird 1238 erstmals überliefert. 

## Geschichte
Im Jahr 1238 verkauften Konrad von Dornberg und seine Frau 5,5 Mansus in Altloch dem Mainzer Domkapitel.
Im Jahr 1714 verkaufte das Domkapitel in Mainz, das die Grundherrschaft innehatte, die Domherrngüter in Altloch dem Landgrafen von Hessen.